# 2021-es Formula–1 bahreini nagydíj
A bahreini nagydíj volt a 2021-es Formula–1 világbajnokság első futama, amelyet 2021. március 26. és március 28. között rendeztek meg a Bahrain International Circuit versenypályán, Szahírban.
Eredetileg az ausztrál nagydíjjal indult volna a szezon, ám azt a koronavírus-járvány miatt novemberre halasztották, így Bahrein adott otthont az év első nagydíjának.

## Választható keverékek
| Abroncs              | Friss | Használt |
| -------------------- | ----- | -------- |
| Kemény keverék (C2)  |       |          |
| Közepes keverék (C3) |       |          |
| Lágy keverék (C4)    |       |          |
| Átmeneti esőgumi (I) |       |          |
| Teljes esőgumi (W)   |       |          |

## Szabadedzések

### Első szabadedzés
A bahreini nagydíj első szabadedzését március 26-án, pénteken délután tartották, magyar idő szerint 12:30-tól.
| helyezés | versenyző          | csapat/motor          | elért idő | különbség | futott kör |
| -------- | ------------------ | --------------------- | --------- | --------- | ---------- |
| 1        | Max Verstappen     | Red Bull-Honda        | 1:31,394  | −         | 12         |
| 2        | Valtteri Bottas    | Mercedes              | 1:31,692  | +0,298    | 17         |
| 3        | Lando Norris       | McLaren-Mercedes      | 1:31,897  | +0,503    | 20         |
| 4        | Lewis Hamilton     | Mercedes              | 1:31,921  | +0,527    | 15         |
| 5        | Charles Leclerc    | Ferrari               | 1:31,993  | +0,599    | 14         |
| 6        | Sergio Pérez       | Red Bull-Honda        | 1:32,071  | +0,677    | 15         |
| 7        | Pierre Gasly       | AlphaTauri-Honda      | 1:32,195  | +0,801    | 23         |
| 8        | Carlos Sainz Jr.   | Ferrari               | 1:32,366  | +0,972    | 15         |
| 9        | Daniel Ricciardo   | McLaren-Mercedes      | 1:32,434  | +1,040    | 20         |
| 10       | Antonio Giovinazzi | Alfa Romeo-Ferrari    | 1:32,786  | +1,392    | 16         |
| 11       | Kimi Räikkönen     | Alfa Romeo-Ferrari    | 1:33,134  | +1,740    | 18         |
| 12       | Sebastian Vettel   | Aston Martin-Mercedes | 1:33,157  | +1,763    | 21         |
| 13       | Lance Stroll       | Aston Martin-Mercedes | 1:33,233  | +1,839    | 20         |
| 14       | Cunoda Júki        | AlphaTauri-Honda      | 1:33,329  | +1,935    | 21         |
| 15       | Esteban Ocon       | Alpine-Renault        | 1:33,528  | +2,134    | 20         |
| 16       | Fernando Alonso    | Alpine-Renault        | 1:33,872  | +2,478    | 18         |
| 17       | George Russell     | Williams-Mercedes     | 1:34,127  | +2,733    | 22         |
| 18       | Nicholas Latifi    | Williams-Mercedes     | 1:34,340  | +2,946    | 22         |
| 19       | Mick Schumacher    | Haas-Ferrari          | 1:34,501  | +3,107    | 16         |
| 20       | Nyikita Mazepin    | Haas-Ferrari          | 1:34,975  | +3,581    | 16         |

### Második szabadedzés
A bahreini nagydíj második szabadedzését március 26-án, pénteken kora este tartották, magyar idő szerint 16:00-tól.
| helyezés | versenyző          | csapat/motor          | elért idő | különbség | futott kör |
| -------- | ------------------ | --------------------- | --------- | --------- | ---------- |
| 1        | Max Verstappen     | Red Bull-Honda        | 1:30,847  | −         | 23         |
| 2        | Lando Norris       | McLaren-Mercedes      | 1:30,942  | +0,095    | 25         |
| 3        | Lewis Hamilton     | Mercedes              | 1:31,082  | +0,235    | 24         |
| 4        | Carlos Sainz Jr.   | Ferrari               | 1:31,127  | +0,280    | 26         |
| 5        | Valtteri Bottas    | Mercedes              | 1:31,218  | +0,371    | 23         |
| 6        | Daniel Ricciardo   | McLaren-Mercedes      | 1:31,230  | +0,383    | 22         |
| 7        | Cunoda Júki        | AlphaTauri-Honda      | 1:31,294  | +0,447    | 23         |
| 8        | Lance Stroll       | Aston Martin-Mercedes | 1:31,393  | +0,546    | 24         |
| 9        | Pierre Gasly       | AlphaTauri-Honda      | 1:31,483  | +0,636    | 27         |
| 10       | Sergio Pérez       | Red Bull-Honda        | 1:31,503  | +0,656    | 23         |
| 11       | Esteban Ocon       | Alpine-Renault        | 1:31,601  | +0,754    | 24         |
| 12       | Charles Leclerc    | Ferrari               | 1:31,612  | +0,765    | 26         |
| 13       | Antonio Giovinazzi | Alfa Romeo-Ferrari    | 1:31,740  | +0,893    | 27         |
| 14       | Sebastian Vettel   | Aston Martin-Mercedes | 1:31,769  | +0,922    | 26         |
| 15       | Fernando Alonso    | Alpine-Renault        | 1:31,770  | +0,923    | 24         |
| 16       | Kimi Räikkönen     | Alfa Romeo-Ferrari    | 1:31,862  | +1,015    | 15         |
| 17       | George Russell     | Williams-Mercedes     | 1:32,331  | +1,484    | 28         |
| 18       | Mick Schumacher    | Haas-Ferrari          | 1:33,297  | +2,450    | 24         |
| 19       | Nicholas Latifi    | Williams-Mercedes     | 1:33,400  | +2,553    | 28         |
| 20       | Nyikita Mazepin    | Haas-Ferrari          | 1:33,449  | +2,602    | 19         |

### Harmadik szabadedzés
A bahreini nagydíj harmadik szabadedzését március 27-én, szombaton délután tartották, magyar idő szerint 13:00-tól.
| helyezés | versenyző          | csapat/motor          | elért idő | különbség | futott kör |
| -------- | ------------------ | --------------------- | --------- | --------- | ---------- |
| 1        | Max Verstappen     | Red Bull-Honda        | 1:30,577  | −         | 11         |
| 2        | Lewis Hamilton     | Mercedes              | 1:31,316  | +0,739    | 14         |
| 3        | Pierre Gasly       | AlphaTauri-Honda      | 1:31,583  | +1,006    | 13         |
| 4        | Valtteri Bottas    | Mercedes              | 1:31,855  | +1,278    | 16         |
| 5        | Sergio Pérez       | Red Bull-Honda        | 1:31,908  | +1,331    | 11         |
| 6        | Carlos Sainz Jr.   | Ferrari               | 1:32,108  | +1,531    | 16         |
| 7        | Kimi Räikkönen     | Alfa Romeo-Ferrari    | 1:32,224  | +1,647    | 15         |
| 8        | Esteban Ocon       | Alpine-Renault        | 1:32,423  | +1,846    | 11         |
| 9        | Lance Stroll       | Aston Martin-Mercedes | 1:32,431  | +1,854    | 13         |
| 10       | Daniel Ricciardo   | McLaren-Mercedes      | 1:32,477  | +1,900    | 12         |
| 11       | Charles Leclerc    | Ferrari               | 1:32,482  | +1,905    | 17         |
| 12       | Antonio Giovinazzi | Alfa Romeo-Ferrari    | 1:32,500  | +1,923    | 11         |
| 13       | Cunoda Júki        | AlphaTauri-Honda      | 1:32,709  | +2,132    | 15         |
| 14       | Sebastian Vettel   | Aston Martin-Mercedes | 1:32,755  | +2,178    | 15         |
| 15       | Fernando Alonso    | Alpine-Renault        | 1:32,820  | +2,243    | 15         |
| 16       | Lando Norris       | McLaren-Mercedes      | 1:32,860  | +2,283    | 10         |
| 17       | George Russell     | Williams-Mercedes     | 1:33,323  | +2,746    | 14         |
| 18       | Mick Schumacher    | Haas-Ferrari          | 1:33,422  | +2,845    | 14         |
| 19       | Nyikita Mazepin    | Haas-Ferrari          | 1:33,622  | +3,045    | 14         |
| 20       | Nicholas Latifi    | Williams-Mercedes     | 1:33,959  | +3,382    | 16         |

## Időmérő edzés
A bahreini nagydíj időmérő edzését március 27-én, szombaton kora este futották, magyar idő szerint 16:00-tól.
| helyezés              | rajtszám | versenyző          | csapat/motor          | 1. rész  | 2. rész  | 3. rész  | rajthely | futott kör |
| --------------------- | -------- | ------------------ | --------------------- | -------- | -------- | -------- | -------- | ---------- |
| 1                     | 33       | Max Verstappen     | Red Bull-Honda        | 1:30,499 | 1:30,318 | 1:28,997 | 1        | 15         |
| 2                     | 44       | Lewis Hamilton     | Mercedes              | 1:30,617 | 1:30,085 | 1:29,385 | 2        | 18         |
| 3                     | 77       | Valtteri Bottas    | Mercedes              | 1:31,200 | 1:30,186 | 1:29,586 | 3        | 17         |
| 4                     | 16       | Charles Leclerc    | Ferrari               | 1:30,691 | 1:30,010 | 1:29,678 | 4        | 15         |
| 5                     | 10       | Pierre Gasly       | AlphaTauri-Honda      | 1:30,848 | 1:30,513 | 1:29,809 | 5        | 15         |
| 6                     | 3        | Daniel Ricciardo   | McLaren-Mercedes      | 1:30,795 | 1:30,222 | 1:29,927 | 6        | 18         |
| 7                     | 4        | Lando Norris       | McLaren-Mercedes      | 1:30,902 | 1:30,099 | 1:29,974 | 7        | 18         |
| 8                     | 55       | Carlos Sainz Jr.   | Ferrari               | 1:31,653 | 1:30,009 | 1:30,215 | 8        | 17         |
| 9                     | 14       | Fernando Alonso    | Alpine-Renault        | 1:30,863 | 1:30,595 | 1:30,249 | 9        | 15         |
| 10                    | 18       | Lance Stroll       | Aston Martin-Mercedes | 1:31,261 | 1:30,624 | 1:30,601 | 10       | 15         |
| 11                    | 11       | Sergio Pérez       | Red Bull-Honda        | 1:31,165 | 1:30,659 |          | 11       | 11         |
| 12                    | 99       | Antonio Giovinazzi | Alfa Romeo-Ferrari    | 1:30,998 | 1:30,708 |          | 12       | 12         |
| 13                    | 22       | Cunoda Júki        | AlphaTauri-Honda      | 1:30,607 | 1:31,203 |          | 13       | 9          |
| 14                    | 7        | Kimi Räikkönen     | Alfa Romeo-Ferrari    | 1:31,547 | 1:31,238 |          | 14       | 12         |
| 15                    | 63       | George Russell     | Williams-Mercedes     | 1:31,316 | 1:33,430 |          | 15       | 11         |
| 16                    | 31       | Esteban Ocon       | Alpine-Renault        | 1:31,724 |          |          | 16       | 6          |
| 17                    | 6        | Nicholas Latifi    | Williams-Mercedes     | 1:31,936 |          |          | 17       | 8          |
| 18                    | 5        | Sebastian Vettel   | Aston Martin-Mercedes | 1:32,056 |          |          | 20[1]    | 6          |
| 19                    | 47       | Mick Schumacher    | Haas-Ferrari          | 1:32,449 |          |          | 18       | 6          |
| 20                    | 9        | Nyikita Mazepin    | Haas-Ferrari          | 1:33,273 |          |          | 19       | 7          |
| 107%-os idő: 1:36,833 |          |                    |                       |          |          |          |          |            |

Megjegyzés:
- ↑ 1:  — Sebastian Vettel 5 rajthelyes büntetést kapott dupla sárga zászló figyelmen kívül hagyásáért az időmérőn.[5]

## Futam
A bahreini nagydíj futama március 28-án, vasárnap este rajtolt, magyar idő szerint 17:00-kor.
| helyezés | rajtszám | versenyző          | csapat/motor          | futott kör | idő/kiesés oka   | rajthely   | pont  |
| -------- | -------- | ------------------ | --------------------- | ---------- | ---------------- | ---------- | ----- |
| 1        | 44       | Lewis Hamilton     | Mercedes              | 56         | 1:32:03,897      | 2          | 25    |
| 2        | 33       | Max Verstappen     | Red Bull-Honda        | 56         | +0,745           | 1          | 18    |
| 3        | 77       | Valtteri Bottas    | Mercedes              | 56         | +37,383          | 3          | 16[2] |
| 4        | 4        | Lando Norris       | McLaren-Mercedes      | 56         | +46,466          | 7          | 12    |
| 5        | 11       | Sergio Pérez       | Red Bull-Honda        | 56         | +52,047          | boxutca[3] | 10    |
| 6        | 16       | Charles Leclerc    | Ferrari               | 56         | +59,090          | 4          | 8     |
| 7        | 3        | Daniel Ricciardo   | McLaren-Mercedes      | 56         | +1:06,004        | 6          | 6     |
| 8        | 55       | Carlos Sainz Jr.   | Ferrari               | 56         | +1:07,100        | 8          | 4     |
| 9        | 22       | Cunoda Júki        | AlphaTauri-Honda      | 56         | +1:25,692        | 13         | 2     |
| 10       | 18       | Lance Stroll       | Aston Martin-Mercedes | 56         | +1:26,713        | 10         | 1     |
| 11       | 7        | Kimi Räikkönen     | Alfa Romeo-Ferrari    | 56         | +1:28,864        | 14         |       |
| 12       | 99       | Antonio Giovinazzi | Alfa Romeo-Ferrari    | 55         | +1 kör           | 12         |       |
| 13       | 31       | Esteban Ocon       | Alpine-Renault        | 55         | +1 kör           | 16         |       |
| 14       | 63       | George Russell     | Williams-Mercedes     | 55         | +1 kör           | 15         |       |
| 15       | 5        | Sebastian Vettel   | Aston Martin-Mercedes | 55         | +1 kör[4]        | 20         |       |
| 16       | 47       | Mick Schumacher    | Haas-Ferrari          | 55         | +1 kör           | 18         |       |
| 17[5]    | 10       | Pierre Gasly       | AlphaTauri-Honda      | 52         | baleseti sérülés | 5          |       |
| 18[5]    | 6        | Nicholas Latifi    | Williams-Mercedes     | 51         | turbófeltöltő    | 17         |       |
| ki       | 14       | Fernando Alonso    | Alpine-Renault        | 32         | fékek            | 9          |       |
| ki       | 9        | Nyikita Mazepin    | Haas-Ferrari          | 0          | baleset          | 19         |       |

Megjegyzés:
- ↑ 2:  — Valtteri Bottas a helyezéséért járó pontok mellett a versenyben futott leggyorsabb körért további 1 pontot szerzett.
- ↑ 3:  — Sergio Pérez a 11. rajthelyet szerezte meg, ám a felvezető körön megállt az autója, így csak a bokszutcából rajtolhatott el, a 11. rajtkocka üresen maradt.
- ↑ 4:  — Sebastian Vettel utólag 10 másodperces időbüntetést kapott az Esteban Oconnal történt baleset okozásáért.[6]
- ↑ 5:  — Pierre Gasly és Nicholas Latifi nem fejezték be a versenyt, de helyezésüket értékelték, mert a versenytáv több, mint 90%-át teljesítették.

## A világbajnokság állása a verseny után
| H   | Versenyzők       | Pont | H   | Konstruktőrök         | Pont |
| --- | ---------------- | ---- | --- | --------------------- | ---- |
| 1.  | Lewis Hamilton   | 25   | 1.  | Mercedes              | 41   |
| 2.  | Max Verstappen   | 18   | 2.  | Red Bull-Honda        | 28   |
| 3.  | Valtteri Bottas  | 16   | 3.  | McLaren-Mercedes      | 18   |
| 4.  | Lando Norris     | 12   | 4.  | Ferrari               | 12   |
| 5.  | Sergio Pérez     | 10   | 5.  | AlphaTauri-Honda      | 2    |
| 6.  | Charles Leclerc  | 8    | 6.  | Aston Martin-Mercedes | 1    |
| 7.  | Daniel Ricciardo | 6    | 7.  | Alfa Romeo-Ferrari    | 0    |
| 8.  | Carlos Sainz Jr. | 4    | 8.  | Alpine-Renault        | 0    |
| 9.  | Cunoda Júki      | 2    | 9.  | Williams-Mercedes     | 0    |
| 10. | Lance Stroll     | 1    | 10. | Haas-Ferrari          | 0    |

(A teljes táblázat)

## Statisztikák
- Vezető helyen:
  - Max Verstappen: 29 kör (1-17 és 28-39)
  - Lewis Hamilton: 27 kör (18-27 és 40-56)
- Max Verstappen 4. pole-pozíciója.
- Lewis Hamilton 96. futamgyőzelme.
- Valtteri Bottas 16. versenyben futott leggyorsabb köre.
- A Mercedes 116. futamgyőzelme.
- Lewis Hamilton 166., Max Verstappen 43., Valtteri Bottas 57. dobogós helyezése.
- Mick Schumacher, Nyikita Mazepin és Cunoda Júki első Formula–1-es nagydíja.[7]
- Az Aston Martin F1 és az Alpine F1 Team csapatok első nagydíja ezen a néven a modern érában.
- Lewis Hamilton megdöntötte Michael Schumacher vonatkozó rekordját, miután több mint 5112 kört töltött az élen Formula–1-es pályafutása alatt.[8]
- A Pirelli 400. nagydíja a Formula–1-ben gumiszállítóként.[9]